# Aérodrome de Verviers-Theux
Vliegveld Verviers-Theux (ICAO-code: EBTX) (Frans: Aérodrome de Verviers-Theux) is een particulier vliegveld gelegen in de gemeente Theux in de Belgische provincie Luik, ten zuidwesten van Verviers. Het vliegveld wordt gebruikt voor zweefvliegtuigen en de lichte luchtvaart. Het wordt beheerd door de club Royal Verviers Aviation ASBL.